# Rafael Prieto
Rafael Prieto y Caules (Mahón, 1834 - Madrid, 1913) fue un político y abogado español. Hermano de Francisco Prieto y Caules. Se graduó en Administración Pública y Derecho Civil en la Universidad Central de Madrid. Trabajó como abogado en Madrid y fue secretario del Ateneo de Madrid. En 1865 volvió a Mahón, donde fue secretario de la Junta Revolucionaria local durante la revolución de 1868, y fue elegido diputado por el Partido Progresista en las elecciones generales de 1869 y 1871. Militó en el republicanismo, y fue elegido teniente de alcalde y concejal de Mahón, así como director general de Aduanas durante la Primera República. Fue elegido nuevamente diputado en las elecciones de 1872, 1886, 1893, 1898, 1899, 1901 y 1903 (en las filas de Unión Republicana). Donó su fondo bibliográfico al Ateneo de Mahón.